# Record du monde de natation messieurs du 1 500 mètres nage libre

Cet article traite de la progression du record du monde de natation messieurs du 1 500 mètres nage libre en bassin de 50 et 25 mètres.
Avant la Première Guerre mondiale, le règlement de la FINA stipulait que, pour l'homologation des records sur les distances de plus de 500 mètres, les épreuves devaient se dérouler dans des bassins sans courant ni marée longs de 100 mètres.

## Bassin de 50 mètres
Légende : les mentions « s, d ou f » éventuellement placées entre parenthèses après la nature de la compétition signifient respectivement que le record a été battu au cours d’une série, d’une demi-finale ou d’une finale.
| Temps          | Athlète              | Naissance | Âge | Nationalité      | Compétition                            | Lieu         | Date             |
| -------------- | -------------------- | --------- | --- | ---------------- | -------------------------------------- | ------------ | ---------------- |
| 22 min 48 s 4  | Henry Taylor         | 1885      | 23  | Royaume-Uni      | Jeux olympiques (bassin de 100 mètres) | Londres      | 25 juillet 1908  |
| 22 min 23 s 0  | George Hodgson       | 1893      | 19  | Canada           | Jeux olympiques (bassin de 100 mètres) | Stockholm    | 6 juillet 1912   |
| 22 min 00 s 0  | George Hodgson       | 1893      | 19  | Canada           | Jeux olympiques (bassin de 100 mètres) | Stockholm    | 10 juillet 1912  |
| 21 min 35 s 3  | Arne Borg            | 1901      | 22  | Suède            |                                        | Göteborg     | 8 juillet 1923   |
| 21 min 15 s 0  | Arne Borg            | 1901      | 23  | Suède            |                                        | Sydney       | 30 janvier 1924  |
| 21 min 11 s 4  | Arne Borg            | 1901      | 23  | Suède            | Jeux olympiques                        | Paris        | 13 juillet 1924  |
| 20 min 06 s 6  | Andrew Charlton      |           |     | Australie        | Jeux olympiques                        | Paris        | 15 juillet 1924  |
| 20 min 04 s 4  | Arne Borg            | 1901      | 25  | Suède            |                                        | Budapest     | 18 août 1926     |
| 19 min 07 s 2  | Arne Borg            | 1901      | 26  | Suède            |                                        | Bologne      | 2 septembre 1927 |
| 18 min 58 s 8  | Tomikatsu Amano      |           |     | Japon            |                                        | Tokyo        | 10 août 1938     |
| 18 min 35 s 7  | Shiro Hashizume      | 1928      | 21  | Japon            |                                        | Los Angeles  | 16 août 1949     |
| 18 min 19 s 0  | Hironoshin Furuhashi |           |     | Japon            |                                        | Los Angeles  | 16 août 1949     |
| 18 min 05 s 9  | George Breen         |           |     | États-Unis       |                                        | New Haven    | 3 mai 1956       |
| 17 min 59 s 5  | Murray Rose          |           |     | Australie        |                                        | Melbourne    | 30 octobre 1956  |
| 17 min 52 s 9  | George Breen         |           |     | États-Unis       | Jeux olympiques                        | Melbourne    | 5 décembre 1956  |
| 17 min 28 s 7  | John Konrads         |           |     | Australie        |                                        | Melbourne    | 22 février 1958  |
| 17 min 11 s 0  | John Konrads         |           |     | Australie        |                                        | Sydney       | 27 février 1960  |
| 17 min 05 s 5  | Roy Saari            |           |     | États-Unis       |                                        | Tokyo        | 17 août 1963     |
| 17 min 01 s 8  | Murray Rose          |           |     | Australie        |                                        | Los Altos    | 2 août 1964      |
| 16 min 58 s 7  | Roy Saari            |           |     | États-Unis       |                                        | New York     | 2 septembre 1964 |
| 16 min 58 s 6  | Stephen Krause       |           |     | États-Unis       |                                        | Maumee       | 15 août 1965     |
| 16 min 41 s 6  | Mike Burton          |           |     | États-Unis       |                                        | Lincoln      | 21 août 1966     |
| 16 min 34 s 1  | Mike Burton          |           |     | États-Unis       |                                        | Oak Park     | 13 août 1967     |
| 16 min 28 s 1  | Guillermo Echevarria |           |     | Mexique          |                                        | Santa Clara  | 7 juillet 1968   |
| 16 min 08 s 5  | Mike Burton          |           |     | États-Unis       |                                        | Long Beach   | 3 septembre 1968 |
| 16 min 04 s 5  | Mike Burton          |           |     | États-Unis       |                                        | Louisville   | 17 août 1969     |
| 15 min 57 s 1  | John Kinsella        |           |     | États-Unis       |                                        | Los Angeles  | 23 août 1970     |
| 15 min 52 s 91 | Rick DeMont          |           |     | États-Unis       | Championnats USA                       | Chicago      | 6 août 1972      |
| 15 min 52 s 58 | Mike Burton          |           |     | États-Unis       | Jeux olympiques                        | Munich       | 4 septembre 1972 |
| 15 min 37 s 80 | Stephen Holland      | 1958      | 15  | Australie        | Championnats d'Australie               | Brisbane     | 5 août 1973      |
| 15 min 31 s 85 | Stephen Holland      | 1958      | 15  | Australie        |                                        | Belgrade     | 9 septembre 1973 |
| 15 min 31 s 75 | Tim Shaw             |           |     | États-Unis       | Championnats USA                       | Concord      | 25 août 1974     |
| 15 min 27 s 79 | Stephen Holland      | 1958      | 17  | Australie        |                                        | Christchurch | 25 janvier 1975  |
| 15 min 20 s 91 | Tim Shaw             |           |     | États-Unis       |                                        | Long Beach   | 21 juin 1975     |
| 15 min 10 s 89 | Stephen Holland      | 1958      | 17  | Australie        |                                        | Sydney       | 27 février 1976  |
| 15 min 06 s 66 | Brian Goodell        | 1959      | 17  | États-Unis       | Championnats USA                       | Long Beach   | 21 juin 1976     |
| 15 min 02 s 40 | Brian Goodell        | 1959      | 17  | États-Unis       | Jeux olympiques                        | Montréal     | 20 juillet 1976  |
| 14 min 58 s 27 | Vladimir Salnikov    | 1960      | 20  | Union soviétique | Jeux olympiques                        | Moscou       | 22 juillet 1980  |
| 14 min 56 s 35 | Vladimir Salnikov    | 1960      | 22  | Union soviétique | Duel Allemagne de l'Est/URSS           | Moscou       | 13 mars 1982     |
| 14 min 54 s 76 | Vladimir Salnikov    | 1960      | 23  | Union soviétique | Championnats d'URSS                    | Moscou       | 22 février 1983  |
| 14 min 53 s 59 | Glen Housman         | 1971      | 19  | Australie        | Championnats d'Australie               | Adélaïde     | 13 décembre 1990 |
| 14 min 50 s 36 | Jörg Hoffmann        | 1970      | 21  | Allemagne        | Championnats du monde                  | Perth        | 13 janvier 1991  |
| 14 min 48 s 40 | Kieren Perkins       | 1973      | 19  | Australie        |                                        | Canberra     | 5 avril 1992     |
| 14 min 43 s 48 | Kieren Perkins       | 1973      | 19  | Australie        | Jeux olympiques                        | Barcelone    | 31 juillet 1992  |
| 14 min 41 s 66 | Kieren Perkins       | 1973      | 21  | Australie        | Jeux du Commonwealth                   | Victoria     | 24 août 1994     |
| 14 min 34 s 56 | Grant Hackett        | 1980      | 21  | Australie        | Championnats du monde (f)              | Fukuoka      | 29 juillet 2001  |
| 14 min 34 s 14 | Sun Yang             | 1991      | 20  | Chine            | Championnats du monde (f)              | Shanghai     | 31 juillet 2011  |
| 14 min 31 s 02 | Sun Yang             | 1991      | 21  | Chine            | Jeux olympiques (f)                    | Londres      | 4 août 2012      |
| 14 min 30 s 67 | Robert Finke         | 1999      | 25  | États-Unis       | Jeux olympiques (f)                    | Paris        | 4 août 2024      |

## Bassin de 25 mètres
Légende : les mentions « s, d ou f » éventuellement placées entre parenthèses après la nature de la compétition signifient respectivement que le record a été battu au cours d’une série, d’une demi-finale ou d’une finale.
| Temps          | Athlète              | Naissance | Âge | Nationalité      | Compétition           | Lieu      | Date              |
| -------------- | -------------------- | --------- | --- | ---------------- | --------------------- | --------- | ----------------- |
| 14 min 37 s 60 | Vladimir Salnikov    | 1960      | 22  | Union soviétique |                       | Göteborg  | 19 décembre 1982  |
| 14 min 32 s 40 | Kieren Perkins       | 1973      | 19  | Australie        |                       | Brisbane  | 2 février 1992    |
| 14 min 26 s 52 | Kieren Perkins       | 1973      | 20  | Australie        |                       | Auckland  | 14 juillet 1993   |
| 14 min 19 s 55 | Grant Hackett        | 1980      | 18  | Australie        |                       | Perth     | 27 septembre 1998 |
| 14 min 10 s 10 | Grant Hackett        | 1980      | 21  | Australie        |                       | Perth     | 7 août 2001       |
| 14 min 8 s 06  | Gregorio Paltrinieri | 1994      | 21  | Italie           | Championnats d'Europe | Netanya   | 4 décembre 2015   |
| 14 min 6 s 88  | Florian Wellbrock    | 1997      | 24  | Allemagne        | Championnats du monde | Abu Dhabi | 21 décembre 2021  |

## Bassin de 25 yards
| Temps          | Athlète        | Naissance | Âge | Nationalité           | Compétition       | Lieu            | Date         |
| -------------- | -------------- | --------- | --- | --------------------- | ----------------- | --------------- | ------------ |
| 14 min 26 s 62 | Chris Thompson | 1978      | 23  | États-Unis (Michigan) | Championnats NCAA | College Station | 24 mars 2001 |
| 14 min 24 s 08 | Martin Grodzki | 1991      | 21  | Allemagne (Georgie)   | Championnats NCAA | Federal Way     | 24 mars 2012 |